# Lijst van grootste gemeenten in Nederland
Deze lijst van grootste gemeenten in Nederland toont de Nederlandse gemeenten met meer dan 100.000 inwoners. Op peildatum 22 november 2024 waren er 32 gemeenten met 100.000 inwoners of meer. Hiervan liggen er vijftien in het landsdeel West-Nederland (Noord-Holland, Zuid-Holland, Utrecht en Zeeland), acht in Oost-Nederland (Flevoland, Overijssel en Gelderland), zes in Zuid-Nederland (Noord-Brabant en Limburg), en drie in Noord-Nederland (Drenthe, Groningen en Friesland). Van alle provincies heeft Zeeland als enige geen gemeente met meer dan 100.000 inwoners. In de 32 grootste gemeenten van Nederland wonen bij elkaar circa 6,5 miljoen mensen.

## Onderverdeling

### Grote steden
In tegenstelling tot veel andere Europese landen kent Nederland geen enkele gemeente met meer dan één miljoen inwoners, maar Amsterdam benadert dit aantal. Traditioneel spreekt men van de vier grote steden. Amsterdam, Rotterdam en Den Haag tellen binnen hun gemeentegrenzen elk meer dan 500.000 inwoners. Utrecht volgt met ruim 375.000 inwoners. Deze vier steden liggen in de Randstad, in het westen van Nederland.

### Middensegment
Het middensegment van gemeenten met 150.000 tot 250.000 inwoners telt veertien gemeenten. Slechts vier hiervan (Eindhoven, Groningen, Tilburg en Almere) hebben meer dan 200.000 inwoners. Eindhoven en Tilburg zijn onderdeel van de Brabantse Stedenrij. De groei van Almere is grotendeels te verklaren door de migratie van Amsterdammers. In Noord-Nederland bevindt Groningen zich als enige binnen het middensegment. Deze steden hebben hun groei vooral of mede te danken aan annexaties van randgemeenten, zoals die door Eindhoven in 1920, door Tilburg in 1997 en door Groningen in 2019.
De posities 9 tot en met 18 worden in aflopende volgorde ingenomen door: Breda,  Nijmegen, Apeldoorn, Haarlem,
Arnhem, Haarlemmermeer,  Amersfoort, Enschede, Zaanstad en 's-Hertogenbosch. Van deze groep kunnen er vier (Apeldoorn, Haarlemmermeer,  Amersfoort en Zaanstad) als jongere en/of recentelijk snel gegroeide steden worden aangemerkt.

### Overig
De laatste groep, met een inwonertal van 100.000 tot 150.000, is in de afgelopen decennia gegroeid tot eveneens veertien gemeenten.

## Tabel
De tabel toont een sorteerbare lijst. De inwoneraantallen betreffen de voorlopige getallen van het CBS op peildatum 22 november 2024.
| Nº | Naam                | Provincie     | Inwoners |
| -- | ------------------- | ------------- | -------- |
| 1  | Amsterdam           | Noord-Holland | 931.298  |
| 2  | Rotterdam           | Zuid-Holland  | 670.610  |
| 3  | Den Haag            | Zuid-Holland  | 566.221  |
| 4  | Utrecht             | Utrecht       | 374.238  |
| 5  | Eindhoven           | Noord-Brabant | 246.417  |
| 6  | Groningen           | Groningen     | 243.768  |
| 7  | Tilburg             | Noord-Brabant | 229.836  |
| 8  | Almere              | Flevoland     | 226.500  |
| 9  | Breda               | Noord-Brabant | 188.078  |
| 10 | Nijmegen            | Gelderland    | 187.049  |
| 11 | Apeldoorn           | Gelderland    | 168.211  |
| 12 | Haarlem             | Noord-Holland | 167.636  |
| 13 | Arnhem              | Gelderland    | 167.632  |
| 14 | Haarlemmermeer      | Noord-Holland | 163.128  |
| 15 | Amersfoort          | Utrecht       | 161.852  |
| 16 | Enschede            | Overijssel    | 161.738  |
| 17 | Zaanstad            | Noord-Holland | 161.389  |
| 18 | 's-Hertogenbosch    | Noord-Brabant | 160.757  |
| 19 | Zwolle              | Overijssel    | 133.141  |
| 20 | Leiden              | Zuid-Holland  | 130.108  |
| 21 | Leeuwarden          | Friesland     | 128.810  |
| 22 | Zoetermeer          | Zuid-Holland  | 128.434  |
| 23 | Maastricht          | Limburg       | 125.285  |
| 24 | Ede                 | Gelderland    | 123.532  |
| 25 | Dordrecht           | Zuid-Holland  | 122.070  |
| 26 | Westland            | Zuid-Holland  | 115.941  |
| 27 | Alphen aan den Rijn | Zuid-Holland  | 114.966  |
| 28 | Alkmaar             | Noord-Holland | 112.304  |
| 29 | Delft               | Zuid-Holland  | 109.577  |
| 30 | Emmen               | Drenthe       | 109.346  |
| 31 | Venlo               | Limburg       | 103.789  |
| 32 | Deventer            | Overijssel    | 103.405  |